# Walka kobiet
Walka kobiet (także Pojedynek w miłości, fr. Bataille de dames) – sztuka teatralna napisana przez Eugène'a Scribe'a i Ernesta Legouvé'a w 1851 r.  

## Treść
Akcja utworu rozgrywa się w 1817 r. w okolicach Lyonu. Henri de Flavigneul, jako bonapartysta, jest ścigany przez barona de Montrichanda. Znajduje schronienie u hrabiny d'Autreval, która, aby uniknąć podejrzeń, zatrudnia go jako służącego na zamku. Zarówno hrabina, jak i jej siostrzenica (Léonie) pozostaje pod urokiem przystojnego lokaja i między kobietami wywiązuje się walka o jego względy. 

## Walka kobietw Polsce

### Przekład
Przekładu utworu na język polski dokonali m.in.: Jan Lorentowicz i Adam Grzymała-Siedlecki).

### Inscenizacje (wybór)[7]
Premiera polska odbyła się 13 maja 1852. W kolejnych latach utwór był inscenizowany m. in w:
- teatr krakowski (1870 – występ pożegnalny Heleny Modrzejewskiej)[4][8]
- Teatrze Miejskim we Lwowie (1902)
- Teatrze Miejskim w Krakowie (1903)
- Teatrze Polskim w Poznaniu (1930, reż. Nuna Młodziejowska-Szczurkiewiczowa)
- Zespół Objazdowy Reduty (1935)
- Teatr Polski w Bydgoszczy (1947, reż. Stefan Drewicz)
- Teatr Ziemi Pomorskiej w Toruniu (1947, reż. Wilam Horzyca)
- Teatr Polski Bielsko-Cieszyn (1956, reż. Andrzej Uramowicz)
- Teatr Ziemi Pomorskiej w Bygdoszczy (1957, reż. Elwira Turska)
- Teatr Rozmaitości w Krakowie (1958, reż. Jerzy Merunowicz)
- Teatr Powszechny w Łodzi (1958, reż. Zbigniew Koczanowicz)
- Teatr im. Wandy Siemaszkowej w Rzeszowie (1958, reż. Bronisław Kassowski)
- Teatr Polski w Szczecinie (1958, reż. Aleksander Rodziewicz)
- Teatr Objazdowy (PPIE) w Warszawie (1958, reż. Janusz Strachocki)
- Teatr im. Juliusza Osterwy w Lublinie (1964, reż. Krystyna Tyszarska)